# Rheinwaldhorn
Das Rheinwaldhorn, italienisch entsprechend Adula oder Pizzo del Cadabi, rätoromanisch Piz Valrain bzw. Piz Valragn oder Pez Valrein, ist mit 3402 m ü. M. der höchste Berg der geographisch weiteren Adula-Alpen. Weitere heute ungebräuchliche Namen waren Rheinwaldspitze, Schneehorn, Adulahorn und Moschelhorn. Zu römischen Zeiten erwähnen sowohl Tacitus als auch Strabo und Ptolemäus „ADULA MONS“, es ist aber unklar, ob hier die heutige Adula-Gruppe gemeint ist oder der Name damals noch eine weiträumigere Bedeutung hatte. Das Gebiet wurde als Ursprung des Rheins angesehen.

## Geographie
Der Gipfel befindet sich auf der Grenze der Kantone Tessin und Graubünden in den Lepontinischen Alpen und ist der höchste Gipfel des Tessins. Die Kantonsgrenze verläuft über den Nordgrat und den Südostgrat.

## Erstbesteigung
Im Juni 1789 gelang Pater Placidus a Spescha aus dem Kloster Disentis mit dem Rheinwaldhorn eine der ersten nachweisbaren Besteigungen eines über 3000 Meter hohen Berges in den Alpen. Die Besteigung erfolgte von der Zapportseite aus über den Nordgrat.

## Der Begriff Adula
Im deutschen Sprachgebrauch bezeichnet der Begriff Adula wie auch bei Claudius Ptolemäus immer das gesamte Gebiet, siehe dazu Adula-Alpen und Adula-Gruppe. Da der Rheinwaldhorn-Gipfel jedoch als höchster Punkt von weither als freistehender Berggipfel sichtbar ist, wird seine Stellvertreterrolle für das gesamte Gebirgsmassiv als geographischer Orientierungspunkt – und somit der in der italienischen Sprache gebräuchliche Name Adula für den Einzelgipfel – verständlich. Historisch wurde die Adula-Gruppe wie auch der südöstlich der Gruppe gelegene, erst relativ spät nach dem heiligen Bernhard benannte San-Bernardino-Pass als Vogels- oder Vogelberg bezeichnet. Der heute laut Landeskarte und SAC Clubführer Vogelberg genannte Gipfel (Spitze auf 3217 m ü. M.) liegt ca. 2,6 km südöstlich des Rheinwaldhorn-Gipfels zum San-Bernardino-Pass hin.

## Aufstiegsrouten

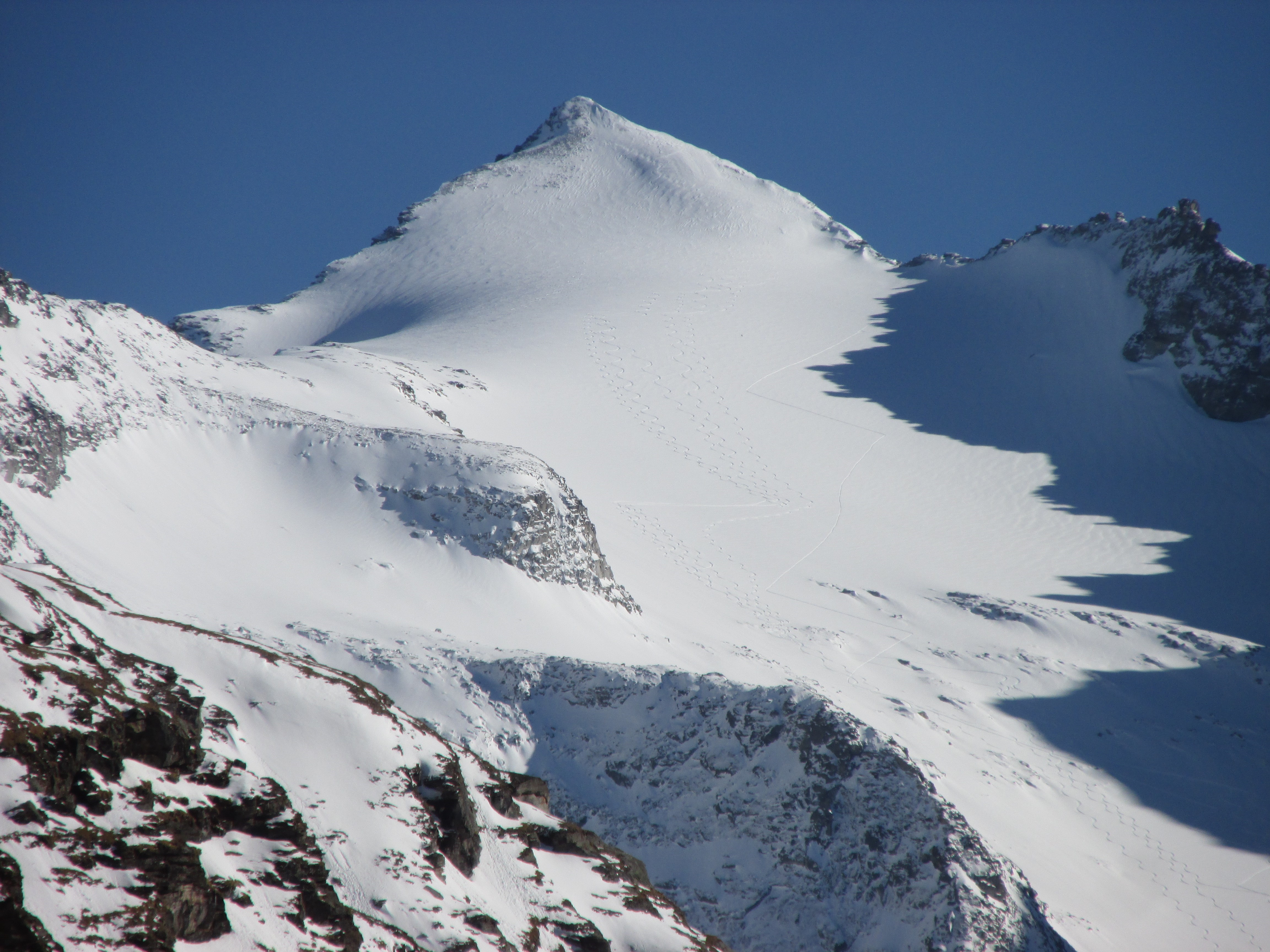
Skiroute von Norden über den Läntagletscher, rechts über der Licht-Schatten-Grenze das Adulajoch (3290 m)

Die üblichen Zugänge erfolgen von Torre oder vom Lago di Luzzone im Bleniotal über die Adulahütte 2012 m des SAC oder die höher gelegene Adulahütte 2393 m der UTOE, aus dem Val Malvaglia über die Capanna Quarnei 2107 m, aus Vals über die Länta-Hütte oder vom Dorf Hinterrhein über die Zapporthütte. Die Aufstiege von der Länta- und Blenioseite führen über den Vadrecc di Brasciana und nach Überquerung des Grates auf den Läntagletscher und werden im SAC-Clubführer Graubünden 2 zwischen L und WS eingestuft. Die Zugänge von der Zapportseite (ohne Überschreitung der Läntalücke) sind teilweise erheblich schwieriger. Zudem führt der Zugang aus dem Hinterrheintal und über die Zapporthütte über einen Schiessplatz der Schweizer Armee, auf dem auch mit schweren Waffen geübt wird.
Auf dem Rheinwaldhorn befindet sich ein Gipfelkreuz mit Buch. 

## Aussicht
Der Gipfel gewährt aufgrund seiner Höhe und der nach Süden vorgeschobenen Lage eine hervorragende Aussicht vor allem auf die südlichen Alpen. Bei sehr guter Sicht können die Seealpen mit dem 291 km entfernten Piz Argenteriere im Südwesten am Horizont über der Poebene ausgemacht werden. Rechts davon können der 254 km entfernte Monviso, Gran Paradiso (175 km) und die Walliser Alpen mit Monte Rosa, Matterhorn, Mischabelgruppe und Weisshorn in ihrer gesamten Süd-Nord-Ausdehnung überschaut werden. Aber auch Berner und Urner Alpen, Tödi, Silvretta, die Ötztaler Alpen mit Wildspitze und Weißkugel, Ortler- und Berninagruppe, Caré Alto und Monte Disgrazia sind bei klarem Wetter gut zu erkennen.

## Gletscher am Rheinwaldhorn
Der Gipfel ist im Westen, Norden und Osten von den Gletschern Vadrecc di Brasciana, dem zerrissenen Läntagletscher und dem kleineren Paradiesgletscher eingerahmt. Der Vadrecc di Brasciana geht aber stark zurück; von 2000 bis 2010 betrug der Längenverlust 244 Meter bei einer geschätzten Gesamtlänge von 2,4 km.

## Nationalpark
Das Rheinwaldhorn sollte Teil des gescheiterten Parc Adula werden. Der Gipfel hätte zur Kernzone des Parks gehört.

## Galerie

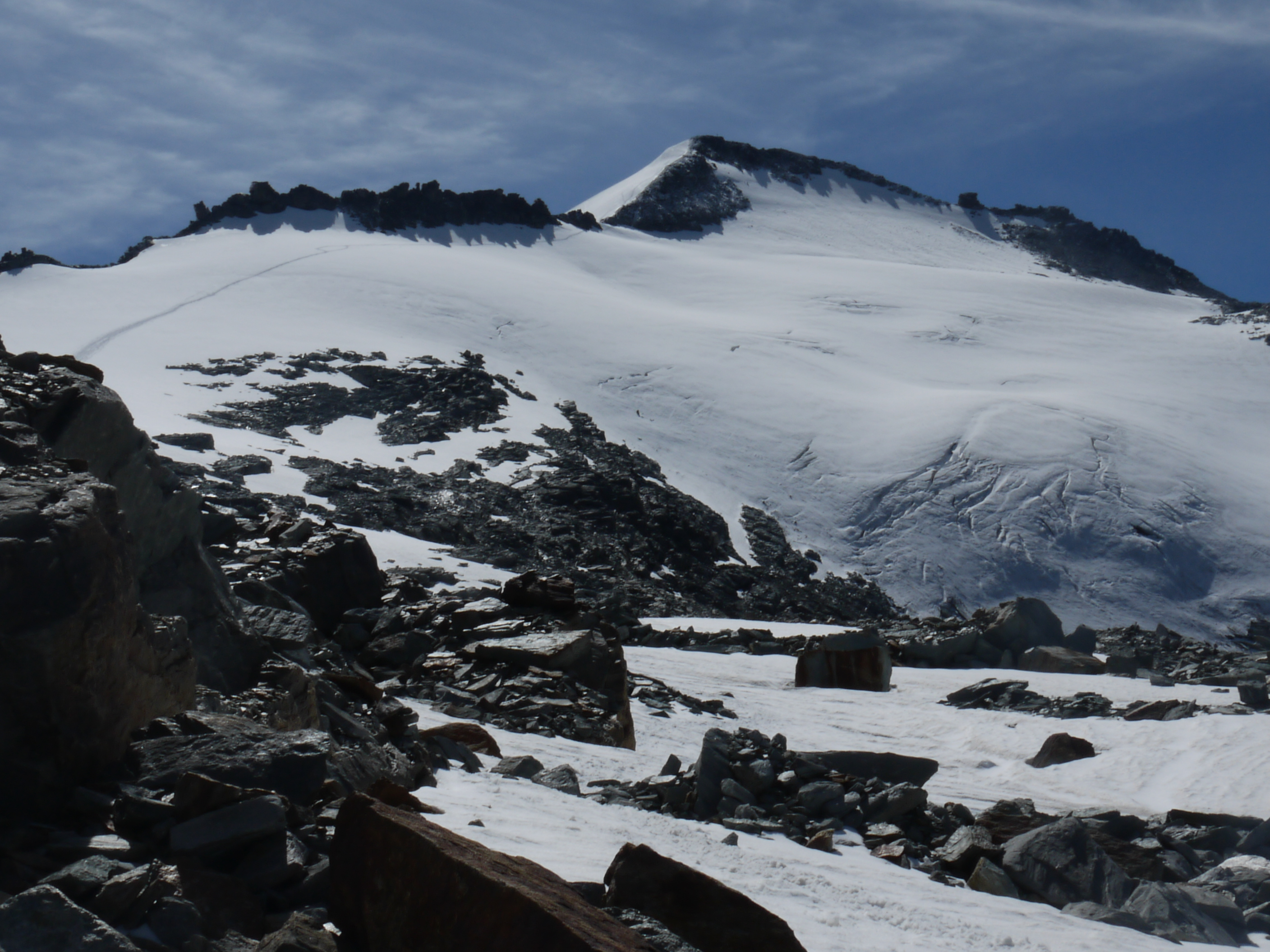
Das Rheinwaldhorn/Adula 3402 m mit Normalroute ab Adulahütten über den Vadrecc di Brasciana von NW aus gesehen
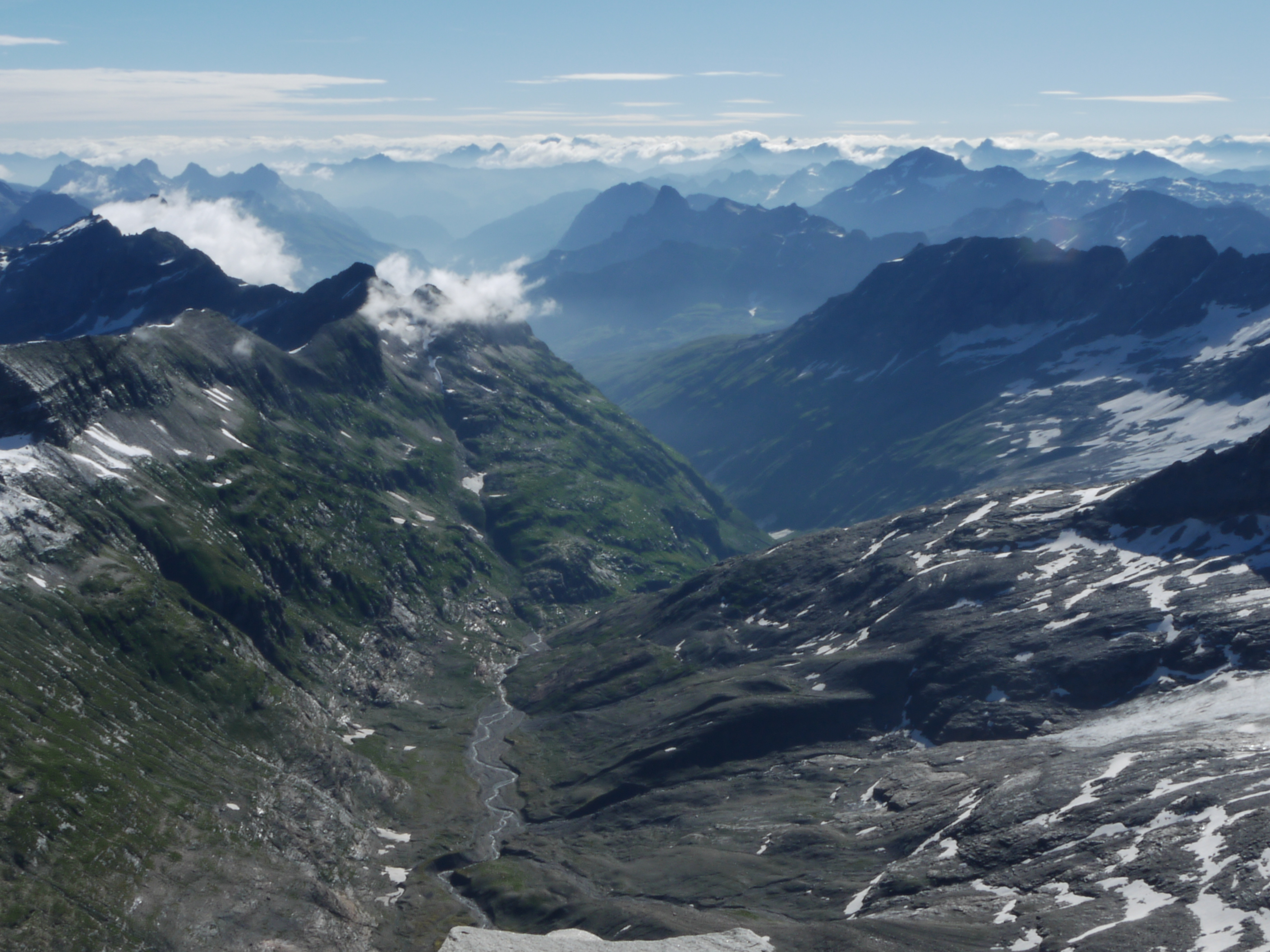
Blick vom Gipfel nach Osten über den Ursprung (mit jungem Hinterrhein), Paradies und Hinterrheintal
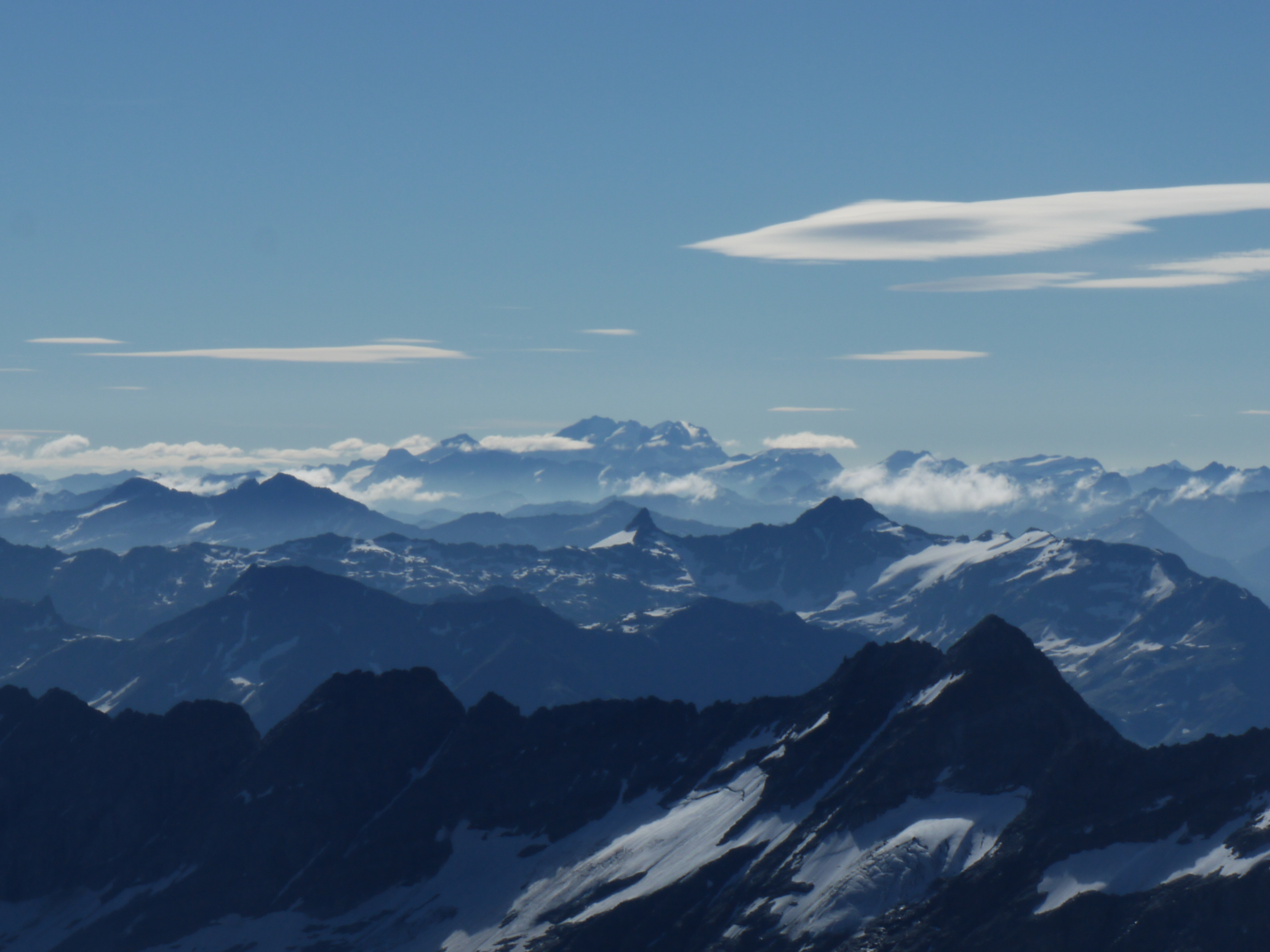
Blick vom Gipfel nach SO mit Zapporthorn und Berninagruppe
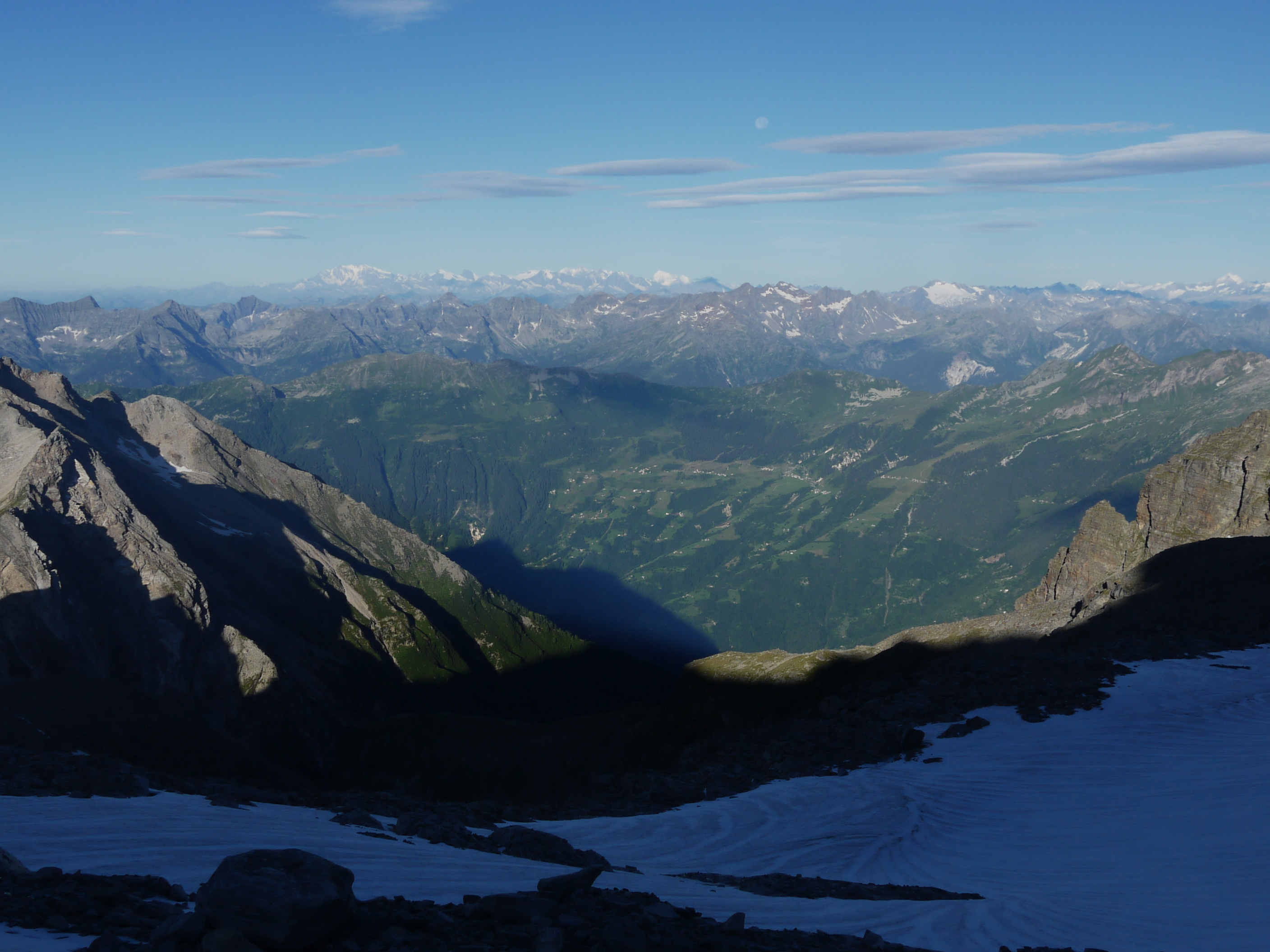
Blick vom Normalweg Nähe Adulajoch nach Westen, über Valle di Blenio, hinten Walliser Alpen, ganz rechts das Aletschhorn
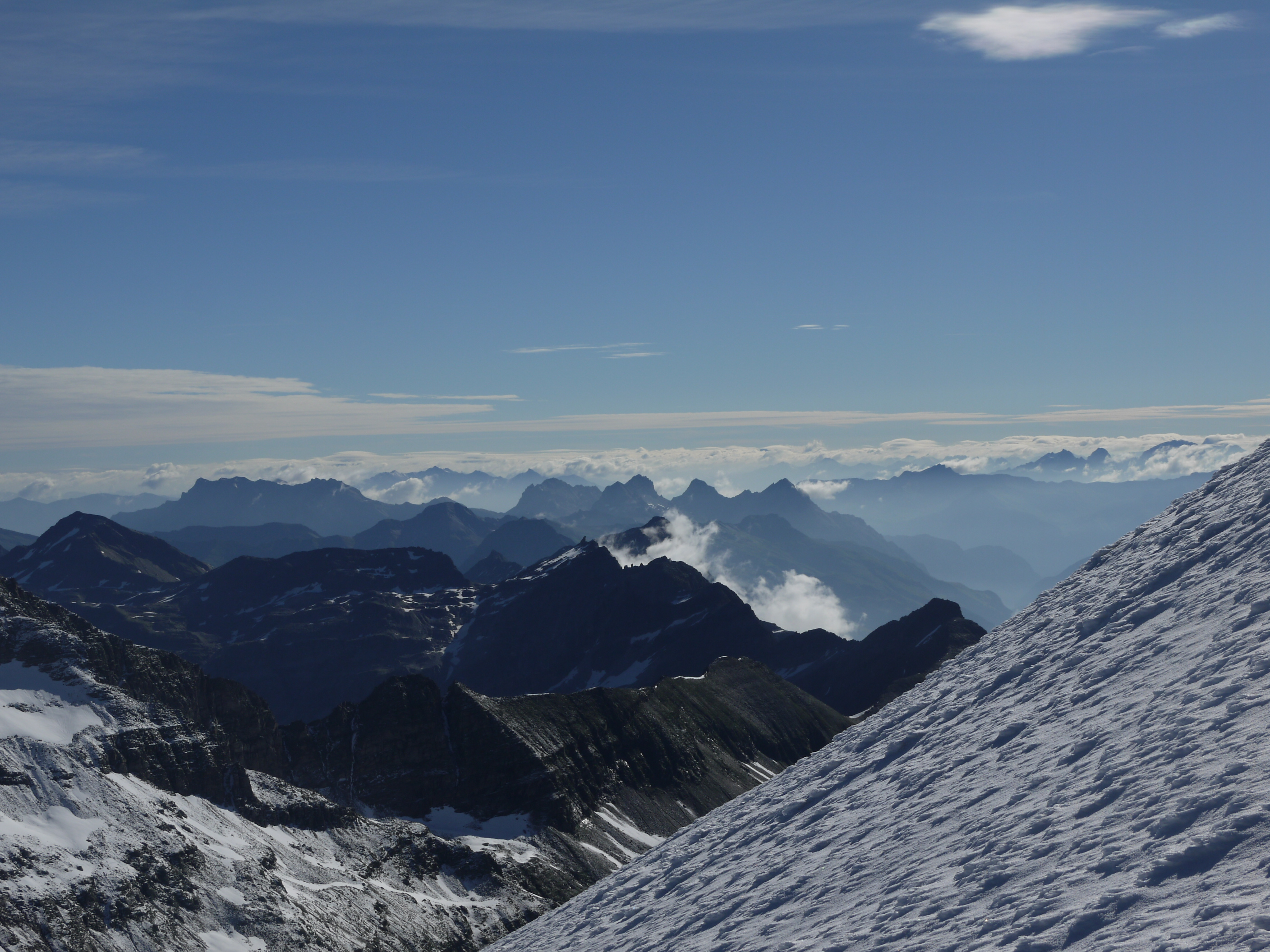
Blick vom oberen Läntagletscher nach Osten, ca. 3300 m
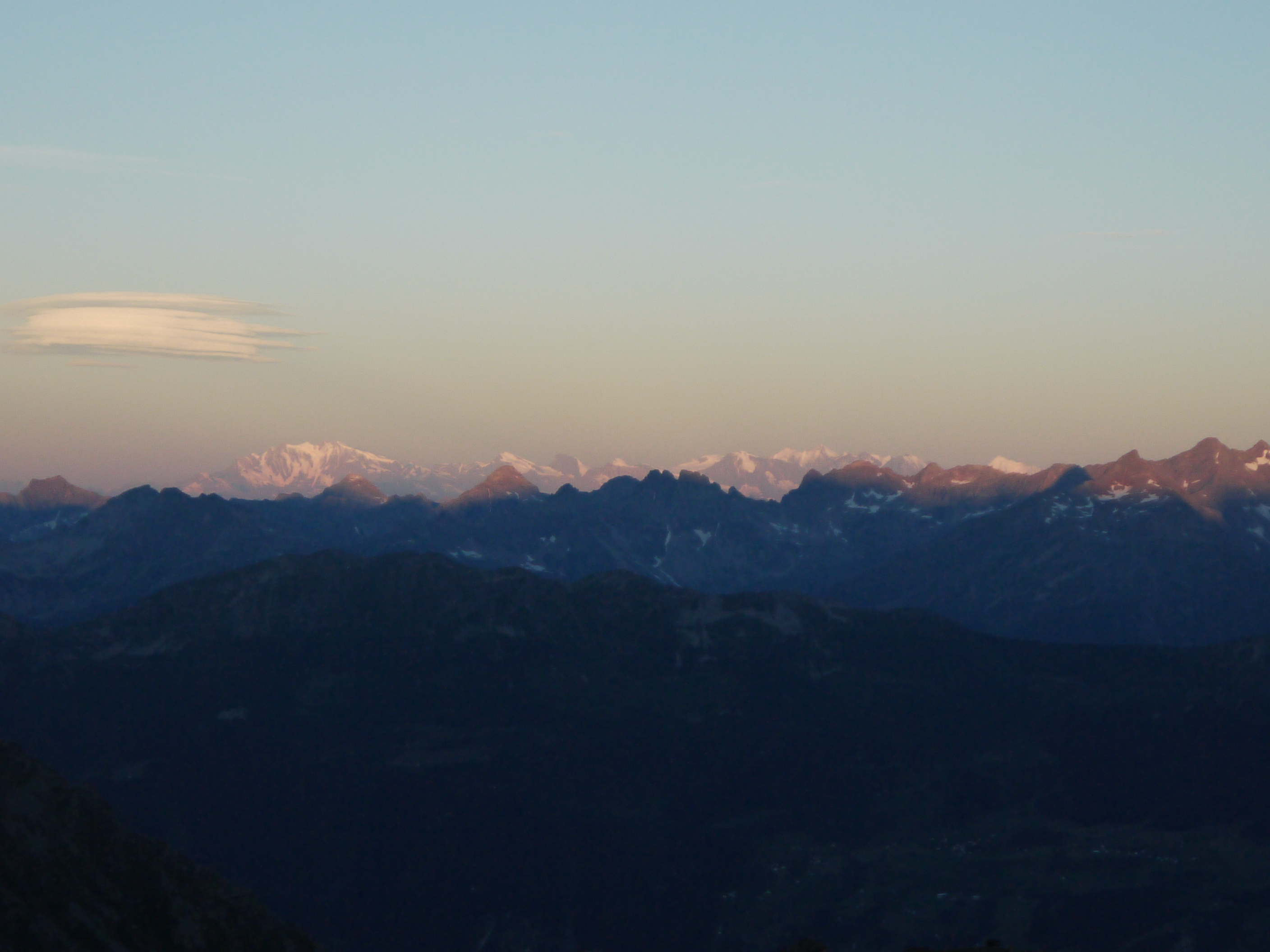
Sonnenaufgang über den Walliser Alpen, vom Vadrecc di Brasciana aus gesehen